# 笑って!外村さん
『笑って！外村さん』（わらって！そとむらさん）は、水森みなもによる日本の4コマ漫画作品。『まんがタイムジャンボ』芳文社2009年8月号から10月号および12月号のゲスト掲載を経て、『まんがタイムスペシャル』（同社刊）にて2010年2月号から2017年12月号まで連載された。また、『まんがホーム』（同社刊）においても2010年6月号から2011年7月号にかけて連載。単行本は全7巻。2012年9月7日にフロンティアワークスよりドラマCDが発売されている。
自分ではそのつもりはないのに、「不良少女」に見えてしまうために様々な弊害を被ってしまう不憫な女子高校生・外村夏紀の日常を描く。

## 登場人物
担当声優はドラマCD版のもの。
外村 夏紀（そとむら なつき）
声 - 沢城みゆき
主人公。料理や裁縫をこなす、生真面目な女子高生だが「長身・生まれつきの茶髪・言葉遣いが男っぽい」など外見・行動が「不良少女」に見えてしまい、周囲からは誤解されてしまっている。恐怖からか本人はそのことを全く知らされていない。「意識した」笑顔が苦手（ただし無意識のうちに出る笑顔はとてもかわいいらしく、それを見た人物からは高い評価を得ている）。相手に話しかける時もなぜか凄みを利かせたような顔になってしまう。このため友達は欲しいのだがなかなかできず、さらにできた友達も周囲からは「舎弟」扱いされてしまっている。
制服のスカートは「丈が長いほど、真面目に見える」という理由で丈が異様に長い。趣味はファンシーグッズの収集だが、恥ずかしいので周囲には隠している（後述の三雲には告白したものの、冗談としか受け止められなかった）。自覚はないが独り言が多い。胸が小さいことを気にしている。
春野 実香（はるの みか）
声 - 内田真礼
トイレで他の女子生徒に絡まれているところを夏紀に偶然助けられて以来仲良しに。笑顔の練習に付き合ったりいろいろとアドバイスをくれる。夏紀の最大の理解者であり、夏紀にとっては掛け替えのない友人である。保健室のつむりさんにも登場する。
外村 千鶴（そとむら ちづる）
声 - 雪野五月
夏紀の母。一見性格は和やかそうだが、実は元・不良（娘には隠している）。たまに現役時代の口調に豹変する時がある。仕事の関係で海外出張が多く、家にいることが少ない。なお娘のスカートは、母が履いていたもののお下がり。なお夏紀の父も彼女同様に海外に単身赴任しており、一度だけ登場しているが顔は明かされなかった。
外村 冬馬（そとむら とうま）
声 - 代永翼
夏紀の弟。母の代わりに家事をする姉を尊敬しており、彼女に対して敬語を使っている。これにより夏紀の舎弟であると思われ、夏紀に対する誤解の原因の一つになっている。
三雲（みくも）
声 - 高坂篤志
大阪からの転校生。お笑い芸人になるのが夢で、夏紀を笑わせようとするがいつも撃沈する。最近夏紀のことが気になるらしい。
佐藤君枝（さとう きみえ）
声 - 原嶋あかり
夏紀のクラスの委員長。夏紀を更生させるのが目標。
ゆかり
夏紀を「不良」として慕っている少女。夏紀の希望により、彼女を「姉御」と呼んでいる。
小沢（おざわ）
夏紀のクラスの委員。夏紀がいつも一人でいることを気にかけている。
不良三人組
夏紀の学校の不良女生徒三人組。打倒夏紀を目指し夏紀の後をつけたりしている。実は3人とも冬馬のことが好き。
姫木 弥生（ひめき やよい）
お嬢様で礼儀正しく、美人ということもあって周りの生徒が敬遠しあまり親しくしてくれないことを悩んでいる。同じような境遇の夏紀に親近感を持ち、不良っぽくなり親しくなろうとする。しかし育ちが良く根が真面目なので世間一般に言う不良とはかけ離れた行動をとっている。
吉永（よしなが）
声 - 藤井ゆきよ
夏紀の学校の女性美術教師。夏紀が美術室に来て手芸をしていた縁で夏紀とはかなり親しい。少々だらしない性格で夏紀によく世話になっている。素の夏紀を知る、数少ない人物。若いころ千鶴に憧れていたが、夏紀の母親であることには気付いていない。
由井（ゆい）
夏紀のバイト先の先輩。

## 書誌情報
- 水森みなも『笑って！外村さん』 芳文社〈まんがタイムコミックス〉、全7巻
  1. 2010年12月22日発行（2010年12月7日発売）、ISBN 978-4-8322-6919-4
  2. 2011年6月22日発行（2011年6月7日発売）、ISBN 978-4-8322-6972-9　2巻をメロンブックスで購入すると、4ページの小冊子が付いている。
  3. 2012年8月22日発行（2012年8月7日発売）、ISBN 978-4-8322-5102-1
  4. 2013年11月22日発行（2013年11月7日発売）、ISBN 978-4-8322-5241-7
  5. 2014年12月21日発行（2014年12月6日発売）、ISBN 978-4-8322-5345-2
  6. 2016年5月22日発行（2016年5月7日発売）、ISBN 978-4-8322-5480-0
  7. 2017年12月22日発行（2017年12月7日発売）、ISBN 978-4-8322-5649-1